# Tony Benn
Anthony Neil Wedgwood (Tony) Benn (Londen, 3 april 1925 – aldaar, 14 maart 2014), gewezen Tweede Viscount (Burggraaf) van Stansgate, was een Brits politicus van de Labour Party. In de jaren 60 en 70 was hij minister en staatssecretaris in drie kabinetten.

## Levensloop
Benn groeide op in een politiek geëngageerde familie van vermogende uitgevers. Zijn beide grootvaders waren liberale leden van het Lagerhuis. Ook zijn vader William Wedgwood Benn was liberaal parlementslid, maar stapte later over naar Labour. Moeder Margaret Eadie was theologe en militant feministe, en had veel invloed op de opvoeding van de jonge Benn. In 1931, toen zijn vader staatssecretaris voor India was, ontmoette de jonge Tony Mahatma Gandhi. Vader Benn werd in 1942 peer als burggraaf van Stansgate. Tony Benn bezocht de Westminster School en studeerde aan het New College van de Universiteit van Oxford. Na zijn militaire dienst bij de Royal Air Force, aan het einde van de Tweede Wereldoorlog, werkte hij kort als producer bij de BBC-radio.
Door een links parlementslid te verslaan, werd Benn, 25 jaar oud, voor Bristol South East gekozen in het Lagerhuis. Behoudens enkele korte onderbrekingen bleef hij Lagerhuislid tot 2001 voor dit kiesdistrict, later Chesterfield. Benn werd aanvankelijk gezien als een centrumfiguur binnen Labour. Hij streed vanaf 1955 voor een wet die het mogelijk moest maken om afstand te doen van peerages (adellijke titels). In 1960 overleed vader William Wedgwood Benn en kon zoon Tony, nu burggraaf, niet langer in het Lagerhuis plaatsnemen; de geërfde titel verschafte toen nog een lidmaatschap van het Hogerhuis en lidmaatschap van beide huizen tegelijk was uitgesloten. Toen in 1963 zijn wetsvoorstel werd aangenomen, deed Benn afstand van zijn eigen titel en kon hij zijn al gewonnen Lagerhuiszetel terug innemen.
Het grootste deel van zijn loopbaan behoorde Benn tot de linkervleugel van Labour; net als zijn vader werd hij linkser naarmate zijn carrière vorderde. Sinds de jaren zeventig was hij vegetariër. Benn noemde zichzelf socialist en de stroming die naar hem genoemd is (de "Bennites") staat in de Britse politiek voor een radicaaldemocratische koers.
Benn was in het Kabinet-Wilson I minister van het Postwezen en daarna van Technologie (1964-1970). In deze hoedanigheid was hij verantwoordelijk voor de Marine Broadcasting Offences Act van 14 augustus 1967, die het voor de Britse zeezenders onmogelijk maakte verder door te gaan. Alleen Radio Caroline North and South gingen nog een aantal maanden door. In het tweede kabinet-Wilson (1974-1975) was Benn staatssecretaris voor Industrie en steunde hij de ontwikkeling van de Concorde. Daaropvolgend was hij staatssecretaris voor Energie in de regering van James Callaghan (1975-1979).
In 1981 deed Benn een gooi naar het vice-voorzitterschap van Labour, maar hij verloor de interne verkiezing met een verschil van 0,5% van de stemmen ten opzichte van de winnaar, Denis Healey. In 1988 werd Benn met een veel groter verschil verslagen als kandidaat-voorzitter van de partij en werd zijn rol die van backbencher. In 1991 en enkele keren daarna diende hij de Commonwealth of Britain Bill in, om het Verenigd Koninkrijk om te vormen tot een democratische, federale, seculiere republiek zonder Noord-Ierland. Hij werd een fel criticus van New Labour en de kabinetten van Tony Blair.
In februari 2014 werd Benn ernstig ziek. Hij overleed een maand later, op 88-jarige leeftijd.
- Bibsys: 90093115
- Biblioteca Nacional de España: XX5552175
- Bibliothèque nationale de France: cb122949065 (data)
- CiNii: DA02214741
- Gemeinsame Normdatei: 118983296
- International Standard Name Identifier: 0000 0003 6856 0808
- Library of Congress Control Number: n81072696
- Nationale Bibliotheek van Letland: 000065801
- MusicBrainz: 969ab2ff-7108-4e7e-bf9f-03d0313acc4e
- Nationale Bibliotheek van Tsjechië: jn19990000670
- Nationale bibliotheek van Australië: 36228859
- Nationale Bibliotheek van Israël: 987007258545205171
- Nationale Bibliotheek van Polen: a0000003289824
- Nationale en Universitaire bibliotheek Zagreb: 000166885
- Nederlandse Thesaurus van Auteursnamen: 069269289
- LIBRIS: 39922
- SNAC: w6vq34vt
- Système universitaire de documentation: 03180814X
- Trove: 1233265
- Virtual International Authority File: 109553597
- WorldCat: E39PBJv4jqQCb93mTXRc8P6Myd